# One Way Out
One Way Out is een serie die op Discovery Channel wordt uitgezonden. Jonathan Goodwin doet in deze serie allerlei stunts. De stunts bestaan vooral uit het ontsnappen uit gevaarlijke situaties.

## Format
De techniek van ontsnappen en de kunst van vindingrijkheid worden getest door Goodwin. In de serie One Way Out probeert hij te ontkomen aan gevaarlijke, zelfgemaakte vallen. Levende katapulten, extreme temperaturen of agressieve vogels. Samen met zijn beste vriend Mikey Nelson en ingenieur Terry Stroud benadert hij elke ontsnapping met een theorie in gedachten en een stunt om deze te bevestigen. Om bijvoorbeeld te laten zien hoe de kracht van rotatie het lichaam beïnvloed, probeert Godowin te ontsnappen uit een afgesloten vat dat van een heuvel afrolt met 126 omwentelingen per minuut. One Way Out combineert wetenschap, plezier en risico, waarbij de stunts telkens in een ander teken staan.